# (38609) 2000 AB26
2000 AB26 (asteroide 38609) é um asteroide troiano de Júpiter. Possui uma excentricidade de 0.11113690 e uma inclinação de 11.63229º.
Este asteroide foi descoberto no dia 3 de janeiro de 2000 por LINEAR em Socorro.